# 陡沟镇 (正阳县)
陡沟镇，是中华人民共和国河南省驻马店市正阳县下辖的一个乡镇级行政单位。

## 行政区划
陡沟镇下辖以下地区：
陡沟村、代湾村、张湾村、隗湾村、祝湾村、孟庄村、常闵村、小魏庄村、西闵村、大鲁村、汪楼村、谢庙村、八里村、孟寨村、尚田村和周湾村。